# Raymond Poulidor
Raymond Poulidor (ur. 15 kwietnia 1936 w Masbaraud-Mérignat, zm. 13 listopada 2019 w Saint-Léonard-de-Noblat) – francuski kolarz szosowy i przełajowy, czterokrotny medalista szosowych mistrzostw świata.

## Kariera
Pierwszy sukces w karierze Raymond Poulidor osiągnął w 1961 roku, kiedy zdobył brązowy medal w wyścigu ze startu wspólnego podczas szosowych mistrzostw świata w Bernie. W zawodach tych wyprzedzili go jedynie Belg Rik Van Looy oraz Włoch Nino Defilippis. Wynik ten powtórzył na mistrzostwach świata w Sallanches w 1964 roku i rozgrywanych dwa lata później mistrzostwach świata w Nürburgu. W tej samej konkurencji wywalczył także srebrny medal podczas mistrzostw świata w Montrealu w 1974 roku. Lepszy okazał się tylko Belg Eddy Merckx, a trzeci był inny reprezentant Francji, Mariano Martínez. Ponadto wygrał między innymi wyścig Mediolan-San Remo w 1961 roku, La Flèche Wallonne i Chrono des Nations w 1963 roku, Grand Prix de Cannes w 1964 roku, Critérium International w latach 1964, 1966, 1968, 1971 i 1972, Critérium du Dauphiné w latach 1966 i 1969, Tour du Haut-Var w 1969 roku, Setmana Catalana de Ciclisme w 1971 roku, a w latach 1972 i 1973 był najlepszy w wyścigu Paryż-Nicea.
Nazywany „Poupou”, stał się symbolem „wiecznie drugiego” sportowca. W latach 1962–1976 ośmiokrotnie stawał na podium klasyfikacji końcowej Tour de France, ale nigdy nie zwyciężył ani nie był liderem wyścigu. W klasyfikacji generalnej był między innymi drugi w latach 1964, 1965 i 1974 oraz trzeci w latach 1962, 1966, 1969, 1972 i 1976 (miał wtedy 40 lat). Łącznie wygrał siedem etapów TdF, w latach 1967, 1972 i 1975 wygrywając przy tym klasyfikację drużynową. Do historii kolarstwa przeszedł pojedynek Poulidora z Jacques’em Anquetilem na etapie górskim Tour de France 1964, na szczycie Puy de Dôme; spóźniony atak Poulidora pozwolił ostatecznie triumfować w Paryżu Anquetilowi. Czterokrotnie startował w Vuelta a España, przy czym zwyciężył w klasyfikacji generalnej w 1964 roku, a rok później był drugi. Wygrał łącznie cztery etapy, a w 1965 roku był najlepszy w klasyfikacji drużynowej.
Startował także w kolarstwie przełajowym, ale bez większych sukcesów. Nigdy nie wystąpił na igrzyskach olimpijskich. W 1977 roku zakończył karierę.
Jego zięć, Adrie van der Poel oraz wnukowie: David i Mathieu van der Poel również są kolarzami.